# Liagore
Liagore is een geslacht van kreeftachtigen uit de klasse van de Malacostraca (hogere kreeftachtigen).

## Soorten
- Liagore erythematica Guinot, 1971
- Liagore pulchella Ng & Naruse, 2007
- Liagore rubromaculata (De Haan, 1835)